# عنوان مذهبی
عنوان مذهبی یک نوع عنوان مخصوص گروه روحانیون است و توسط استاد یا نهاد دینی مربوط اعطا می‌شود. با پیشرفت در مقام مذهبی که معمولاً با تحصیل یا فعالیت طولانی انجام می‌شود، عنوان روحانیون نیز عالی‌تر می‌شود؛ در عین حال، با انجام تخلف یا به صلاح‌دید نهاد مذهبی، ممکن است مقام و عنوان از آنان گرفته شود. عناوین مذهبی تنها مختص به عالمان دینی نیست و می‌تواند توسط حاکمان مذهبی هم استفاده شود؛ مانند خلیفه.

## فهرست عناوین مذهبی
عنوان‌های مذهبی تنها مختص به عالمان دینی نیست و می‌تواند توسط حاکمان مذهبی هم استفاده شود. فهرست کامل عناوین مذهبی به شرح زیر است:
- در ایران:
  - بغ
  - موبد، هیربد، موبدان موبد
  - ملا، آیت‌الله، حجت‌الاسلام
  - ولی فقیه
  - امام
  - مرشد، مرشد کامل
  - پیر
- دیگر:
  - خلیفه
  - امیرالمؤمنین
  - خادم الحرمین الشریفین.
  - دیکون، کشیش، اسقف، اسقف اعظم، مطران، پاتریارک، کاردینال، پاپ
  - کوهن، خاخام
  - قدیس، قدیسه